# Saint-Nicolas-de-Bourgueil
Saint-Nicolas-de-Bourgueil település Franciaországban, Indre-et-Loire megyében. Lakosainak száma 1118 fő (2022. január 1.). Saint-Nicolas-de-Bourgueil Brain-sur-Allonnes, La Breille-les-Pins, Bourgueil és Chouzé-sur-Loire községekkel határos.

## Népesség
A település népessége az elmúlt években az alábbi módon változott:
| Lakosok száma | 1273 | 1116 | 1176 | 1219 | 1131 | 1119 | 1109 | 1095 | 1101 | 1118 |
|               | 1968 | 1982 | 1990 | 2006 | 2013 | 2015 | 2017 | 2019 | 2020 | 2022 |